# 大花玉凤花
大花玉凤花（学名：Habenaria intermedia）为兰科玉凤花属下的一个种。其种加词“intermedia”意为“中间的”。